# Chaiya Mitchai
Chaiya Mitchai (ไชยา มิตรชัย), noto anche con lo pseudonimo di A (เอ) (Phra Nahkhon Sri Ayuddhaya, 5 aprile 1974), è un cantante e attore thailandese.

## Discografia
- Gam-praa aa-won (กำพร้าอาวรณ์)
- Rim grai-raat (ริมไกรราศ)
- Suay tee sut (สวยที่สุด)
- Gra-tom saao mern (กระท่อมสาวเมิน)
- Tay pee chaai-klong (เทพีชายคลอง)
- Gra-tong long taang (กระทงหลงทาง)
- Look tòok leum (ลูกถูกลืม)
- Mai tham ma da (ไม่ธรรมดา)